# Франц Савойски (1454 – 1490)
Франц Савойски (на френски: François de Savoie; на италиански: Francesco di Savoia; * 19 август 1454, вероятно в Женева, Савойско херцогство; † 3 октомври 1490, Торино, пак там) от Савойската династия, е от 1483 г. до смъртта си архиепископ на Архиепархия Ош във Франция и от 1484 г. администратор (епископ) на Епископство Женева.

## Произход
Той е най-малкият син на херцог Лудвиг Савойски и на съпругата му Анна дьо Лузинян. Негови дядо и баба по бащина линия са Амадей VIII Савойски,   1-ви херцог на Савоя и антипапа като Феликс V, и принцеса Мария Бургундска , а по майчина – Янус, крал на Кипър и Йерусалим, и Шарлота дьо Бурбон. Има петнадесет или осемнадесет братя и сестри:
- Амадей IX Блажени (* 1435; † 1472), 3-ти херцог на Савоя, принц на Пиемонт, граф на Аоста и на Мориен, съпруг на Йоланда Френска, дъщеря на краля на Франция Шарл VII
- Мария (* 1436; † 1437)
- Жани († 1440)
- Лудвиг (* 1437; † 1482), граф на Женева, съпруг на Анабела Шотландска, дъщеря на краля на Шотландия Джеймс I и крал на Кипър като съпруг на Шарлота дьо Лузинян
- Маргарита (* 1439; † 1485), маркграфиня на Монферат като съпруга на Джовани IV, и графиня на Сен Пол и на Соасон като съпруга на Пиер II Люксембургски
- Ян (* 1440; † 1491), граф на Женева, барон на Фосини и на Бофор, съпруг на Елена Люксембургска и на Магдалена Бретанска
- Шарлота (* 1441; † 1483), кралица на Франция като съпруга на Луи XI
- Аймон
- Филип II Безземни (* 1438 или 1443; † 1497), родоначалник на кадетския клон Савоя-Брес и 7-и херцог на Савоя (1496 – 1497), съпруг на Маргарита дьо Бурбон и на Клодин дьо Брос Бретанска
- Жак (* 1444; † 1445)
- Агнес (* 1445, † 1508), графиня на Лонгвил като съпруг на Франсоа I Орлеански-Лонгвил
- Петър (* 1446; † 1458), абат на базилика „Сант Андреа“ във Верчели, епископ на Женева, архиепископ на Тарантез
- Йохан Лудвиг (* 1447; † 1482), църковно лице, администратор на Женевската епархия и администратор на Тарантез
- Мария (* 1448; † 1475), съпруга на конетабъл Луи Люксембургски-Сен-Пол, граф на Сен Пол и Лини
- Бона (* 1449; † 1503), херцогиня на Милано като съпруга на Галеацо Мария Сфорца
- Жак (* 1450; † 1486), граф на Ромон, господар на Во, съпруг на племенницата си Мария Люксембургска-Сен-Пол
- Анна (* 1452; † 1452)
- Жана (* ок. 1456)

Има и няколко полубратя и полусестри от извънбрачни връзки на баща си, сред които Йохан Франциск, епископ на Женева.

## Биография
Франц е възпитаван във френския двор. 
Облагодетелства се с множество църковни облаги in commendam. По този начин той става ректор на Хижата  на Сан Бернар през 1459 г., приор комендатор на Пайерн и Роменмотие през 1482 г. и на Сен Суплис около 1483 г. Той е избиран многократно от капитула на катедралата в Лозана, без обаче да получи потвърждение от Светия престол. Също става абат на Мас-д'Азил, наследявайки Жан дьо Лаквивие.
През 1483 г. е назначен за митрополит архиепископ на Ош. Стои зад изграждането на катедралата „Сен Мари“, която все още може да се види днес на скалистия й нос. На следващата година става и администратор на епископството на Женева.
През март 1490 г. е назначен за генерален губернатор на Савойското херцогство след смъртта на херцог Карл I. Умира няколко месеца по-късно на около 36 години.